# Gorihorn
Gorihorn, även känt som Isentällispitz, är en bergstopp i Schweiz.   Den ligger i regionen Prättigau/Davos och kantonen Graubünden, i den östra delen av landet, 190 km öster om huvudstaden Bern. Toppen på Gorihorn är 2 986 meter över havet, eller 411 meter över den omgivande terrängen. Bredden vid basen är 6,2 km.
Terrängen runt Gorihorn är bergig åt nordost, men åt sydväst är den kuperad. Närmaste större samhälle är Davos, 9,3 km väster om Gorihorn. 
Trakten runt Gorihorn består i huvudsak av gräsmarker. Runt Gorihorn är det mycket glesbefolkat, med 3 invånare per kvadratkilometer.